# A-Train IV
A-Train IV est le nom commercial d'A Ressha de Ikō IV.
Le 4e épisode de la série A-Train d'Artdink, est sorti sur PC-98, FM Towns et Windows 3.1 en décembre 1993 et fut décliné sur PlayStation en décembre 1994 au Japon. Une seconde version, sous-titrée Evolution Global, est ressorti sur PlayStation en décembre 1995, laquelle a été commercialisé en occident en 1996, sous le titre A-Train.
L'adaptation française et la version PC de cette version ont été réalisés par Infogrames en 1994. Les portages ont été faits pour l’Espagne, l’Italie, l’Allemagne, l’Angleterre et les États-Unis. Dans la version américaine nommée "CEO", l'acteur James Coburn jouait le PDG de la compagnie A4.